# 클린트 매시스
클린트 매시스(영어: Clint Mathis, 1976년 11월 25일 ~ )는 공격수 또는 미드필더로 활약한 미국의 전직 프로 축구 선수이다. 그는 2002년 FIFA 월드컵에 출전하여 한 골을 기록했다. 또한 메트로스타스 소속으로 메이저 리그 사커에서 활약했으며, 2000년 8월에는 리그 기록인 5골을 넣었다.

## 구단 경력
매시스는 1998년 MLS 대학 드래프트 1라운드에서 로스앤젤레스 갤럭시에 의해 전체 6위로 지명되었다. 로스앤젤레스에서 2년 반을 보낸 후, 갤럭시가 멕시코의 공격수 루이스 에르난데스와 계약한 후 분산 드래프트에서 메트로스타스에 지명되었다.
매시스는 2000년 8월 26일, 댈러스 번과의 경기에서 5골을 넣으며 MLS 기록을 경신하고 골을 넣은 후 "I Love New York" 셔츠를 입고 곧바로 경기를 새로운 차원으로 끌어올렸다. 그는 16골 14도움으로 리그 득점 2위를 차지하며 MLS 베스트 XI에 선정되었다. 2001년 매시스는 첫 6경기에서 7골을 넣었으며, 댈러스와의 하프 필드 경기에서 리그 올해의 골을 기록했다. 6월에는 전방십자인대를 찢어 시즌을 마감했다. 그는 남은 두 시즌 동안 부상 이전의 컨디션을 회복하지 못하고 13골만 넣었다.
2002년 MLS 시즌이 끝난 후, 독일의 엘리트 클럽 바이에른 뮌헨이 매시스를 영입하려 했으나 MLS에 막혔다. 2004년 1월 22일, 마티스는 독일 분데스리가의 하노버 96과 자유 이적 계약을 체결하기 위해 메트로스타스를 떠났다. 매시스는 67경기 (66경기 선발 출전)에 출전하여 33골을 기록하고 21개의 어시스트를 기록한 후 메트로스타스를 떠났다.

## 국가대표팀 경력
매시스는 1998년 11월 6일, 오스트레일리아와의 경기에서 미국 국가대표팀에 처음으로 출전했다.
그의 첫 골은 2000년 11월 15일, 바베이도스와의 경기에서 4-0으로 승리한 경기였다. 그는 2002년 FIFA 월드컵 예선 초기에 미국 국가대표팀의 일원으로 활약하며 온두라스를 상대로 결승골을 넣었고, 코스타리카를 상대로 조시 울프의 결승골을 넣었다.
2002년 FIFA 월드컵에서 매시스는 머리를 밀어서 모호크 모양으로 만들고 미국이 대한민국과 1-1 무승부를 기록하는 데 골을 넣었다.